# دياني فيكتور
دياني فيكتور (بالإنجليزية: Diane Victor)‏ هي رسامة جنوب أفريقية، ولدت في 1964 في وايت بانك ‏ في جنوب أفريقيا.